# 凱道部落

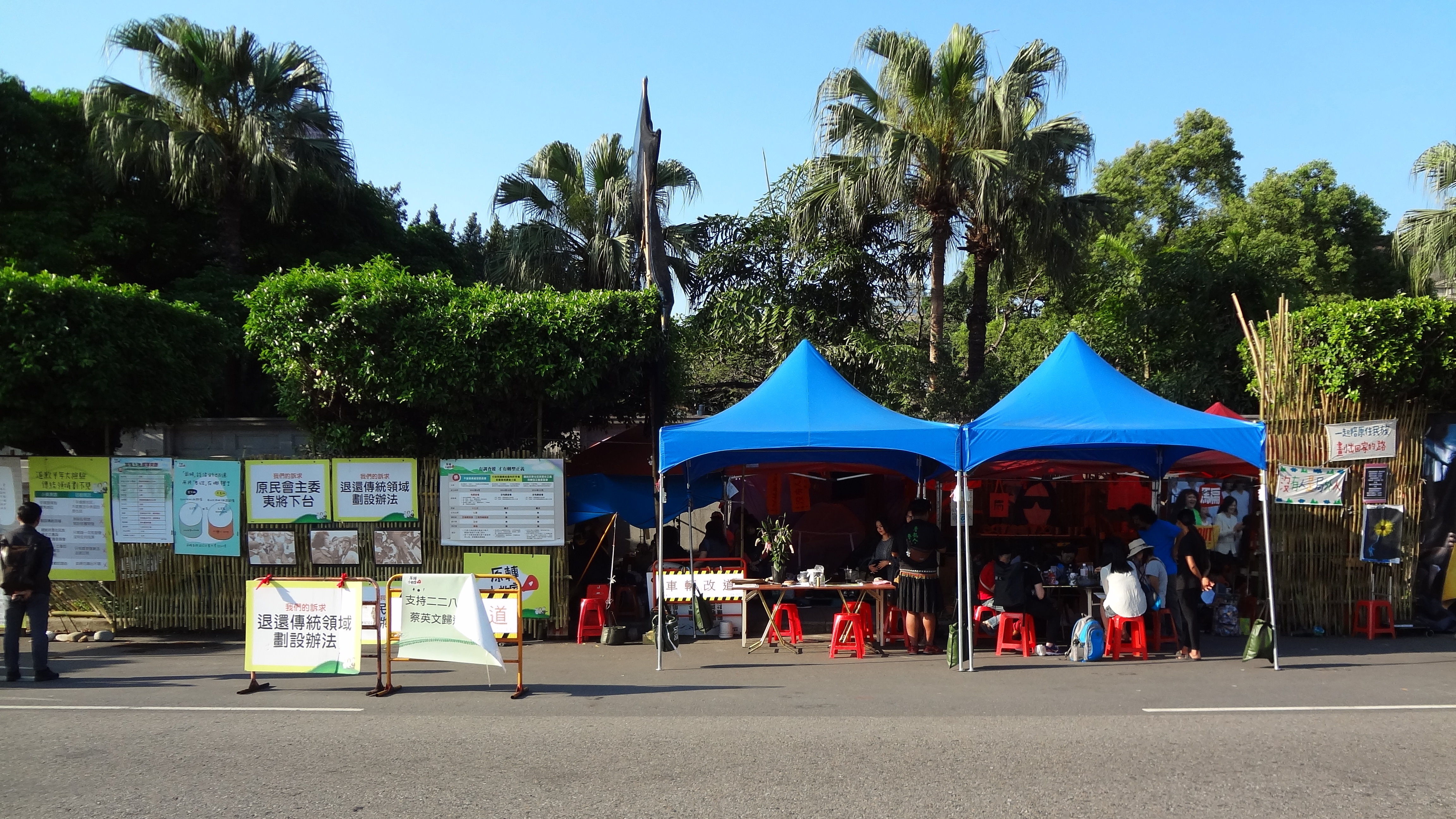
臺北賓館圍牆外的凱道部落

凱道部落或稱凱道抗爭，是指2017年2月23日臺灣原住民族至臺北市中正區凱達格蘭大道臺北賓館圍牆外，以表演接力的方式，反對蔡英文政府排除私有土地納入臺灣原住民族傳統領域。「而在表演接力這一天來到現場的我們，何嘗不也像是造訪一個移動的部落？」在凱道表演的原住民如是說，因此有「凱道部落」之稱。
領導這次抗議活動的知名人物有獨立音樂歌手巴奈·庫穗及其夫依斯坦達霍松安·那布、前原住民族電視台台長馬躍·比吼。 抗議的口號是「一起陪原住民族劃出回家的路」與「沒有人是局外人」。2024年5月結束。

## 歷史
2016年8月1日原住民族日，中華民國總統蔡英文代表政府向臺灣原住民族道歉，宣布將設置總統府原住民族歷史正義與轉型正義委員會（原轉會）並親自擔任召集人。
2017年2月18日，中華民國原住民族委員會令，訂定發布《原住民族土地或部落範圍土地劃設辦法》。2月23日，原住民族轉型正義小教室（原轉小教室）反對《原住民族土地或部落範圍土地劃設辦法》排除私有地劃入臺灣原住民族傳統領域，在凱達格蘭大道臺北賓館圍牆外發動「凱道部落」定點抗議。
3月6日，巴奈·庫穗抨擊，蔡英文政府欺騙臺灣原住民族，「面對政府的背信和失格的政策，我們都該一起反抗」；原民會主任委員夷將·拔路兒出賣臺灣原住民族與臺灣土地，必須下台。
3月14日，政務委員張景森說，凱道部落的要求「在政治上與法律沒有任何可行性」：臺灣原住民族傳統領域經常變遷，很難有客觀證據；就算有客觀證據，現有土地取得也是合法的，不能光憑族人的口述歷史就限制、剝奪現有土地所有權人的私有財產權。3月17日，中華民國總統府副秘書長兼原轉會執行秘書姚人多說，過去沒有哪一任政府會以總統府的高度來處理臺灣原住民族轉型正義問題，但「轉型正義不是變魔術」，需要時間和社會溝通，從公有地著手劃設臺灣原住民族傳統領域已經是跨出重要一步；蔡英文政府推動轉型正義是為了和解、不是為了製造衝突，「不能陷原住民於不義」。
3月19日，張景森說，臺灣原住民族與非原住民族混居狀態普遍，許多傳統原住民族地區的非原住民族人數甚至超過原住民族人數，混居地區私有地劃入原住民族土地勢必引發非原住民族抗議，花東、桃竹苗、南投、臺中、高屏地區必然造成嚴重的民族衝突，引發廣泛的政治對抗。同日，馬躍·比吼表示，過去臺灣原住民族部落界線是一條河、一座山，甚至只要放一塊石頭就知道左邊是誰的、右邊是誰的，不需紙張證明；但在臺灣日治時期，日本人知道原住民族沒有紙張證明地權，就將原住民族土地變成國有土地；張景森的思維跟日本一樣，完全沒有轉型正義。國立東華大學教授施正鋒表示，即使《中華民國憲法》保障財產權，《民法》也明訂，當法律另有規定時，財產權可以限制；《原住民族基本法》只是說要原住民族的「知情同意」而已，蔡英文政府的官員卻將私有財產權無限上綱、說用口述歷史就要拿走人民土地，非常不可思議。
5月2日抗議第69天，警方進行大規模清場，凱道部落許多裝置藝術品被警察當成垃圾清理。
5月4日，國立政治大學台灣文學研究所教授陳芳明表示，凱道部落並沒有得到蔡英文的恰當回應，「強調轉型正義的綠色政府（蔡英文政府）最後也沒有把正義還給原住民」，「沒有正義，何來轉型正義」。
5月30日，陳芳明、施正鋒、東吳大學教授陳瑤華、國立陽明大學教授兼人權公約施行監督聯盟召集人黃嵩立、作家朱天衣等人公開聲援凱道部落，抨擊蔡英文政府轉型正義偏離軌道。
6月2日抗議第100天，凱道部落之帳篷及文化藝術裝置被優勢警力在大雨中清除，清除之理由是排除占用道路妨礙交通。原住民族民族議會聯合行動發表聲明抨擊，在完全不符比例原則的粗暴驅離及破壞之後，姚人多緊接著補上一槍說「態度開放，隨時可談」，是兩手策略。
6月3日凌晨4時，警察以未申請路權為由驅趕凱道部落，凱道部落改至台大醫院站1號出口抗爭。
6月15日，臺北醫學大學醫學人文研究所所長林益仁表示，凱道部落述說著臺灣原住民族長期被忽略、不公平的處境，希望更多人來關注。陳芳明說，凱道部落距離總統府不到1公里，但不僅沒有看到民主進步黨公平正義的具體政策，民進黨甚至連接見他們也不願意。
6月30日，原轉會第二次委員會議，完全沒有將《原住民族土地或部落範圍土地劃設辦法》排入議程。原轉小教室批評，原轉會是蔡英文唯一認可的原住民族轉型正義平台，不積極處理臺灣原住民族傳統領域問題，仍然是令人失望的「原地空轉」。
7月19日，中央研究院臺灣史研究所副研究員兼台灣民間真相與和解促進會理事吳叡人聲援凱道部落，對實踐及參與原住民族傳統領域運動的前輩及臺灣原住民族運動人士感到敬佩，「很久沒能看到這樣的精神力量，可說是解嚴30週年來，提醒著我們理想主義的一些信念與價值」。吳叡人表示，整體而言，民進黨在原住民族議題展現了「價值不堅定」、「認識欠缺」、「政治意識不堅定」等問題；蔡英文把重要的價值問題，也就是臺灣原住民族傳統領域所體現的原住民族主權精神，視為普通的公共政策問題，是最大的錯誤認知。
7月29日，原住民族電視台節目《部落大小聲》第185集播出姚人多專訪，姚人多說，推動轉型正義，要與保守勢力及進步勢力兩邊作戰，是很容易放棄的；而現在進步勢力對蔡英文政府有很強的指控，「這是我最挫折的」，但他可以說「在歷次大大小小的會議裡面，我沒有對不起原住民過」。
8月1日，淡江大學教授包正豪表示，臺灣原住民族權利問題一直都不是藍綠問題、而是族群利益衝突，蔡英文對臺灣原住民族權利保障的承諾沒有一項完成，蔡英文政府再次證明所有道歉都是政治姿態、不過想搏個「進步」名聲。
9月26日，滅火器樂團主唱楊大正、國立清華大學社會學研究所研究生兼火燒島樂團主唱呂鴻志、電影工作者李烈、攝影師王信公開聲援凱道部落。楊大正表示，他不了解臺灣原住民族傳統領域相關法規，但在部落土地上動土時「問過主人」是基本尊重，政府應該要先問臺灣原住民族的意願，「而不是跟財團在一起、拒絕溝通」。楊大正曾在2016年中華民國總統就職典禮獻唱太陽花學運歌曲〈島嶼天光〉，他向蔡英文喊話：「我們在那個舞台，是因為我知道妳會跟人民站在一起；但當妳不跟人民站在一起時，我會選擇跟巴奈站在一起、跟人民站在一起，我不會把選票交給妳！」呂鴻志強調，民進黨身為執政者，應該積極處理臺灣原住民族議題，不能再推託「原住民是少數族群，願意處理已很有誠意」。李烈說，她不是臺灣原住民族，但「跟土地有關就是跟大家有關」，凱道部落的抗爭過程令她非常難過，她希望大家一起支持臺灣原住民族。王信批評，在臺灣原住民族議題，蔡英文「一直迴避龜縮，不肯出來溝通」；如果蔡英文是一名政治家，蔡英文就應該盡速解決問題，否則只是一名沒有誠信的政客。
12月26日，前民進黨新竹市市長蔡仁堅接受中評社專訪時直言，轉型正義必須把歷史不正義全部考量在內，民進黨的轉型正義論述是「執政集團的轉型正義」，凱道部落至今依然在打臉民進黨的轉型正義論述。
2018年3月31日，臺北市政府拆除凱道部落帳篷，巴奈·庫穗批評臺北市市長柯文哲；她說，「不懂柯文哲的轉型正義」，儘管帳篷拆了，他們還會再來。
4月2日，巴奈·庫穗在凱達格蘭大道臺北賓館圍牆外舉辦EP《凱道巴奈流浪記》發表會，導演楊雅喆贈送大聲公與鍋子給巴奈，大聲公與鍋子分別象徵對巴奈「持續發聲」與「繼續駐守」的支持。《凱道巴奈流浪記》收錄早已發行過的〈巴奈流浪記〉、〈自由〉、〈毀滅〉三首歌曲的搖滾版。巴奈表示，民進黨一開始給了一個充滿盼望的想像，實際上卻是用話術欺瞞；〈巴奈流浪記〉是她18歲第一次來到臺北市時搭計程車被敲竹槓而得到的靈感，如今她在《凱道巴奈流浪記》重唱此歌以表達被騙的心情。
8月13日，國立暨南國際大學原住民文化專班助理教授莎瓏·伊斯哈罕布德質疑，原民會遇到抗議就修改《諮商取得原住民族部落同意參與辦法》，為何原民會對凱道部落不理不睬。
9月24日，公共電視文化事業基金會節目《我們的島》播出凱道部落專題，依斯坦達霍松安·那布說，夷將·拔路兒曾經是臺灣原住民族運動先鋒，但是在臺灣原住民族傳統領域議題上違憲劃出私人土地，怕製造原漢衝突，有失臺灣原住民族立場。
10月31日，《CCC創作集8號：非虛構的力量》首次刊載漫畫家Adoor Yeh（阿多）創作的單篇漫畫〈這裡從未現代過〉，以凱道部落為題材，簡介標榜「以真摯的筆觸刻劃出現今社會面對原民土地的態度」；並刊登林益仁的專文〈失落的土地──談原住民傳統領域〉，解說傳統領域。
2019年1月22日抗議第699天，臺北市政府拆除凱道部落帳篷，巴奈·庫穗表示，「把事情做對」應是政府的責任，即使凱道部落被依法行政驅離了，《原住民族土地或部落範圍土地劃設辦法》現行條文依然是錯的，未處理臺灣原住民族遭剝奪的權利；若蔡英文政府為了土地利益而不願推行真正的原住民族傳統領域，凱道部落就會繼續靜坐抗議，「《劃設辦法》先弄好，我們才回家」。
2019年5月20日，施正鋒表示，民進黨宣稱實現蔡英文在2016年中華民國總統選舉時提出的轉型正義政見，卻局限在中國國民黨黨產爭議上、或是再加上白色恐怖部分；凱道部落抗議了兩年多，蔡英文政府視而不見；蔡英文政府無心處理原住民族政策，卻把蔡英文在2016年總統選舉時提出的原住民族九大政見偷天換日、號稱已達成九成。
2019年11月19日抗議第1000天，台灣人權促進會表示，《原住民族土地或部落範圍土地劃設辦法》排除私有地劃入臺灣原住民族傳統領域，是惡意曲解《原住民族基本法》第21條「諮商同意權」的行使；凱道部落抗爭至今，「蔡英文政府所給的回應是無視、冷漠與分化」。
2019年12月24日，國道收費員自救會會長孫秀鑾表示，中華航空空服員罷工事件、國道收費員資遣抗爭運動、凱道部落、亞洲水泥等爭議案件，蔡英文政府已經多次跳票；如果政黨為了勝選而完全不把「政府誠信」放在眼裡，「人民只好繼續拚命」。
2022年12月22日，淡江大學助理教授何景榮回憶，2017年12月8日他以臺灣新住民身分被叫進總統府會見蔡英文，美其名是蔡英文要關懷新住民、諮詢新南向政策，實際上就是進總統府吃吃喝喝、拍照，營造蔡英文政府關心新住民、推動新南向政策的假象而已；後來他才知道，「民進黨喜歡的是沒有聲音、可以拿來當樣板的新住民或原住民」，就算有為禍人間的酒駕前科（影射民進黨原住民政治人物谷辣斯·尤達卡），「只要聽話，照樣能升官」。
2024年5月5日，原轉小教室舉辦「小英的原住民族轉型正義告別式」與「在路上的朋友派對」，悼念被蔡英文政府與即將上任卻從未公開任何原住民族政策的賴清德政府遺棄的臺灣原住民族土地轉型正義問題。凱道部落正式走入歷史。
2025年6月2日，施正鋒在中視新聞台政論節目《庶民大頭家》說，民進黨的轉型正義是相當血緣主義、種族主義，就是所謂本省人、甚至閩南人；例如臺灣原住民族的土地被日本人拿走，民進黨的轉型正義不處理這件事。

## 外部連結
- 一起陪原住民族劃出回家的路的Facebook專頁
- 原住民族轉型正義小教室（页面存档备份，存于）